# Hennessey Venom F5 Revolution
La Hennessey Venom F5 Revolution est une Hypercar du constructeur automobile américain Hennesey, destinée à rouler sur circuit. C'est la nouvelle version de la Hennessey Venom F5.

## Historique

### F5 Revolution
La F5 Revolution est une version dérivée de la F5, conçue pour rouler sur circuit dans le but d'y réaliser de grandes performances.
Son prix est de 2,7 Millions de dollars. Elle est prévue d'être produite à 24 exemplaires.
C'est la troisième déclinaison de la gamme Venom[réf. nécessaire].

### F5 Revolution Roadster
La F5 Revolution Roadster est une version décapotable de la F5 Revolution. Elle est prévue d'être produite à 12 exemplaires, tous vendus à l'avance. C'est la quatrième déclinaison de la gamme Venom.